# Edward Rich (7e comte de Warwick)
Edward Henry Rich, 9e baron Rich, 7e comte de Warwick et 4e comte de Holland (Janvier 1698-16 août 1721), de Holland House, Kensington, Middlesex, est un pair anglais, membre de la Chambre des lords, titré Lord Rich jusqu'à 1701. On se souvient principalement de lui comme étant le beau-fils du célèbre écrivain Joseph Addison.

## Biographie
Il est le fils unique d'Edward Rich (6e comte de Warwick), et de sa femme Charlotte Myddelton, fille unique de Thomas Myddelton (2e baronnet). Après la mort de son père, Charlotte se remarie en 1716 avec l'écrivain Joseph Addison, qui est le tuteur de son fils. Edward et Addison se seraient disputés. Selon une histoire bien connue, ils ne se sont pas rencontrés pendant des années avant la mort d'Edison, lorsqu'il a invité son beau-fils à "voir comment un chrétien meurt".
En 1718, il est nommé gentilhomme de la chambre de George, prince de Galles, et le 19 mai 1719, il devient gentilhomme de la chambre de George Ier.
Parce qu'il est mort si jeune, il est peut-être difficile de formuler un jugement ferme sur son caractère. Même durant sa courte vie, il semble y avoir eu deux points de vue opposés. D'un certain point de vue, il était un wastrel notoire et le désespoir de son beau-père. Selon un autre avis, il était "un jeune homme exceptionnellement studieux et intellectuel", qui, dans sa courte vie, était très aimé de ses amis et de sa famille. Le fait que l'ami proche d'Addison, Thomas Tickell, ait dédié son élégie à la mort d'Addison à Warwick suggère qu'il a été sincèrement ému par le décès de son beau-père.
Il meurt en 1721 et est remplacé par son cousin Edward Rich (8e comte de Warwick).